# Koch Industries
Koch Industries, Inc. (pronunciado: /ˈkoʊk/) es un conglomerado de empresas estadounidenses con sede en Wichita, Estados Unidos, cuyos propietarios son los hermanos Charles G. Koch y David H. Koch. Los Hermanos Koch, como se conocen popularmente, poseen una fortuna estimada en 47 900 millones de dólares cada uno (2017).  La empresa tiene numerosas filiales dedicadas a la fabricación, comercio e inversiones. 
Industrias Koch es propietaria de empresas como: Invista, Georgia-Pacific, Flint Hill Resources, Koch Pipeline, Koch Fertilizer, Koch Minerals o Matador Cattle Company. y tienen presencia en variedad de comercios, como; industrias básicas, en el refinamiento y distribución de petróleo, productos químicos, energía, fibra, productos intermedios y polímeros, minerales, fertilizantes, pulpa y papel, equipos de tecnología química, ganadería, finanzas, comercio de productos básicos, así como otras industrias. La firma empleaba a unas 60 000 personas en los Estados Unidos y otras 40 000 en otros 59 países en 2014.
Fred C. Koch, su fundador, creó la compañía en 1940 y desarrolló un innovador proceso de refinación del petróleo.  Sus hijos, Charles Koch , presidente del consejo y director general, y antiguamente David H. Koch , vicepresidente ejecutivo, son los propietarios principales de la empresa tras haber comprado a sus hermanos, Federico y William Bill Koch,  sus participaciones por  valor de 1100 millones de dólares en 1983. Charles y David H. Koch poseen cada uno el 42% de Koch Industries. Charles ha declarado que la compañía ofrecerá una oferta pública de acciones pasando literalmente por encima de su cadáver.

## Controversias
Los detractores y críticos de la compañía sitúan a Koch, junto a la petrolera Exxon, como el mayor donante a organizaciones "negacionistas" del Cambio climático y el Calentamiento global. Koch Industries es definido por Greenpeace como un conglomerado dominado por intereses petrolíferos y químicos que cuenta con una espesa red de grupos de presión, antiguos directivos y organizaciones que han creado un potente caudal de desinformación que las entidades fundadas por este grupo industrial se han encargado de producir y diseminar a través de la red Koch. Sin embargo no pudo desacreditar los argumentos científicos que ponen en duda la causalidad del calentamiento climático por el aumento de las emisiones de gases invernadero. Sus propietarios también han destacado por financiar y apoyar a organizaciones conservadoras, así como conocidos think tanks partidarios del liberalismo económico y el libertarismo como la Heritage Foundation o el Instituto Catón.